# 五龍局
五龍局（1529年—1574年8月2日），日本戰國時代至安土桃山時代的女性。父親是中國地方的戰國大名毛利元就。母親是妙玖。宍戶隆家的妻子。本名為。別稱有五龍、五龍姬、五龍之方等。

## 生平
五龍局為毛利隆元的妹妹，以及吉川元春、小早川隆景的姐姐。隆元之上有一姐姐，幼時成為高橋氏的養女（實際上是人質），後來在元就攻滅高橋氏時，被高橋氏殺死，所以一般會將其無視隆元的姊姊。
天文3年（1534年），在毛利氏與鄰接的安藝國國人兼宍戶氏當主宍戶隆家和解時，嫁予隆家。與隆家誕下的子女中，長女嫁予伊予國的河野通宣；次女嫁予弟弟吉川元春的長男元長；三女嫁予大哥的長男毛利輝元。
在天正2年（1574年）死去，死因被認為是中風。法名法光院殿榮室妙壽大姉。墓所不明（夫君隆家側旁的墓是繼室（石見繁繼的姐姐）的墓）。

## 人物、逸話
- 受元就夫婦溺愛。另一方面，性格強勢，與弟弟元春的妻子新庄局（日语：新庄局）不和，元就的「三子教訓狀」中亦提及此事。

## 登場作品
- 『毛利元就』（1997年，NHK大河劇，演員：高橋由美子）